# Нічне вбивство
Нічне вбивство (англ. Murder by Night) — канадський трилер 1989 року.

## Сюжет
Маніяк-вбивця женеться за жінкою, та сідає в машину і, встигнувши від'їхати, врізається в іншу машину. Її авто загоряється. Маніяк вбиває її молотком. На місці злочину знаходять чоловіка, який в результаті вибуху знепритомнів. У лікарні з'ясовується, що він втратив пам'ять. Слідчий підозрює його, а жінка-психіатр вважає, що він невинний.

## У ролях
- Роберт Уріх — Аллан Стронг
- Майкл Айронсайд — детекти Карл Медсен
- Кей Ленц — Карен Хікс
- Джим Метцлер — Кевін Карлайл
- Сандра П. Грант — медсестра
- Джеффрі Боус — доктор
- Аарон Шварц — невролог
- Рена Поллі — молода медсестра
- Дебора Берджесс — ведуча
- Барбара Радекі — Hostess
- Річард Монетт
- Майкл Ентоні Вільямс